# Гоношиха
Гоношиха — село в Заринском районе Алтайского края России. Административный центр Гоношихинского сельсовета.

## История
Гоношиха было основано в 1877 году. В 1899 году в деревне, относящейся к Чумышской волости Барнаульского уезда, имелось 57 дворов (56 крестьянских и 1 некрестьянский) и проживало 306 человек (155 мужчин и 151 женщина). Функционировал хлебозапасный магазин.
По состоянию на 1911 год Гоношихина включала в себя 110 дворов. Имелись хлебозапасный магазин и две мелочные лавки. Население на тот период составляло 620 человек.

В 1926 году в деревне Гоношихе имелось 179 хозяйств и проживало 862 человека (378 мужчин и 484 женщины). Функционировала школа I ступени. В административном отношении деревня являлась центром сельсовета Чумышского района Барнаульского округа Сибирского края.

## География
Село находится в северо-восточной части Алтайского края, в левобережной части долины реки Чумыш, на расстоянии примерно 4 километров (по прямой) к западу-северо-западу (WNW) от города Заринск, административного центра района. Абсолютная высота — 168 метров над уровнем моря.

Климат умеренный, континентальный. Средняя температура января составляет −17,7 °C, июля — +19,2 °C. Годовое количество атмосферных осадков — 450 мм.

## Население
| 1997 | 1998 | 1999 | 2000 | 2001 | 2002 | 2003 |
| ---- | ---- | ---- | ---- | ---- | ---- | ---- |
| 650  | ↗665 | ↗776 | ↘650 | ↘628 | ↘602 | ↘580 |
| 2004 | 2005 | 2006 | 2007 | 2008 | 2009 | 2010 |
| ↘575 | ↘557 | ↘554 | ↗556 | ↗566 | ↘547 | ↗577 |
| 2011 | 2012 | 2013 |      |      |      |      |
| ↘576 | ↗591 | ↗593 |      |      |      |      |

Согласно результатам переписи 2002 года, в национальной структуре населения русские составляли 86 %.

## Инфраструктура
В селе функционируют средняя общеобразовательная школа, фельдшерско-акушерский пункт (филиал КГБУЗ «Центральная городская больница г. Заринск»), дом культуры и отделение Почты России.

## Улицы
Уличная сеть села состоит из девяти улиц.